# Lucifer Hill
Der Lucifer Hill (englisch für Luziferhügel) ist ein 232 m hoher und aktiver Schichtvulkan mit rötlicher und von Schwefel durchzogener Asche auf Candlemas Island im Archipel der Südlichen Sandwichinseln. Er stellt die dominante Erhebung im nördlichen Teil der Insel dar.
Zum Zeitpunkt der Vermessungsarbeiten von Bord des Schiffs HMS Protector im Jahr 1964 zählte er zu den aktivsten vulkanischen Formationen der Südlichen Sandwichinseln. Die Benennung erfolgte durch das UK Antarctic Place-Names Committee im Jahr 1971.